# Broome (Austrália Ocidental)

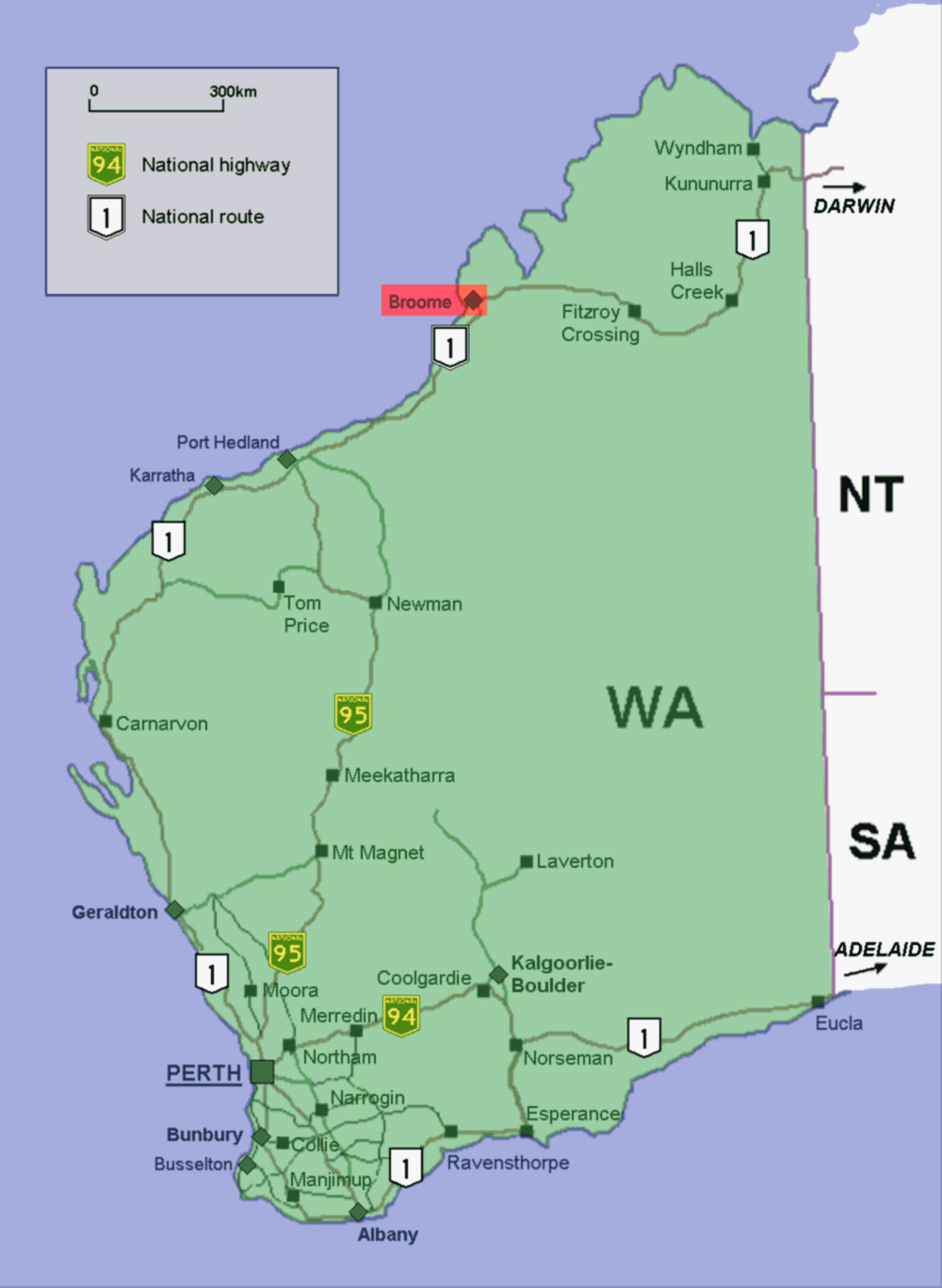
Localização de Broome

Broome é uma vila turística em Kimberley na região da Austrália Ocidental, a cerca de 2.200 quilômetros ao norte de Perth. Durante o ano todo, a população é de aproximadamente 14.436, mas cresce para mais de 45.000 por mês durante a estação turística. O Aeroporto Internacional de Broome fornece o transporte para várias cidades e vilas, regional e nacional nas redondezas.

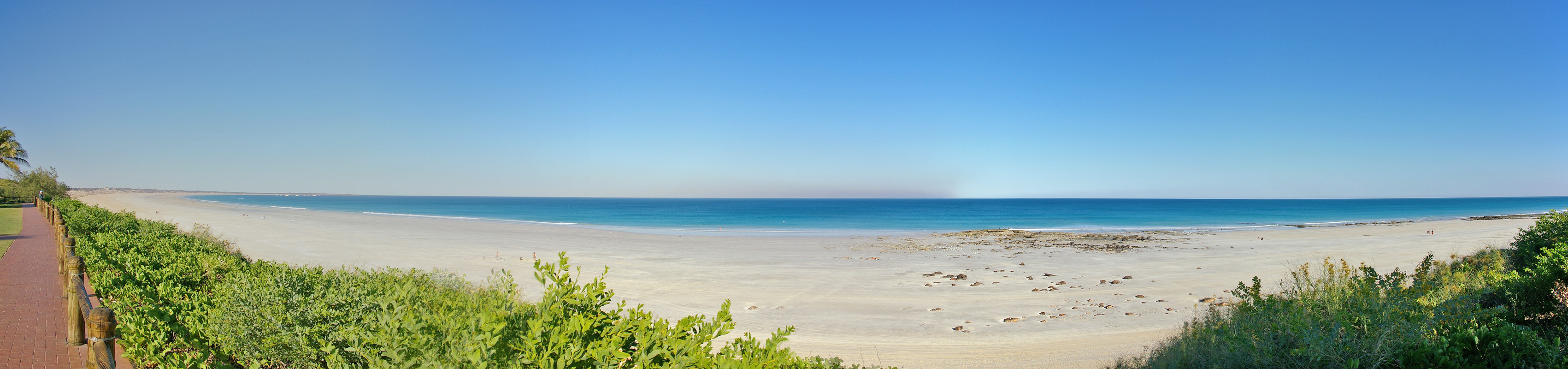
Panorama da Praia do Cabo.

| Médias meteorológicas para Broome (Austrália) | Médias meteorológicas para Broome (Austrália) | Médias meteorológicas para Broome (Austrália) | Médias meteorológicas para Broome (Austrália) | Médias meteorológicas para Broome (Austrália) | Médias meteorológicas para Broome (Austrália) | Médias meteorológicas para Broome (Austrália) | Médias meteorológicas para Broome (Austrália) | Médias meteorológicas para Broome (Austrália) | Médias meteorológicas para Broome (Austrália) | Médias meteorológicas para Broome (Austrália) | Médias meteorológicas para Broome (Austrália) | Médias meteorológicas para Broome (Austrália) | Médias meteorológicas para Broome (Austrália) |
| Mês                                           | Jan                                           | Fev                                           | Mar                                           | Abr                                           | Mai                                           | Jun                                           | Jul                                           | Ago                                           | Set                                           | Out                                           | Nov                                           | Dez                                           |                                               |
| --------------------------------------------- | --------------------------------------------- | --------------------------------------------- | --------------------------------------------- | --------------------------------------------- | --------------------------------------------- | --------------------------------------------- | --------------------------------------------- | --------------------------------------------- | --------------------------------------------- | --------------------------------------------- | --------------------------------------------- | --------------------------------------------- | --------------------------------------------- |
| Alta recorde °C (°F)                          | 44.2 (112)                                    |                                               | 42.2 (108)                                    |                                               |                                               | 36.2 (97)                                     | 36.0 (97)                                     |                                               |                                               |                                               | 44.3 (112)                                    |                                               |                                               |
| Média alta °C (°F)                            | 33.3 (92)                                     |                                               | 33.9 (93)                                     |                                               |                                               | 29.1 (84)                                     | 28.8 (84)                                     |                                               |                                               |                                               | 33.6 (92)                                     |                                               |                                               |
| Média baixa °C (°F)                           | 26.3 (79)                                     |                                               | 25.4 (78)                                     |                                               |                                               | 15.1 (59)                                     | 13.6 (56)                                     |                                               |                                               |                                               | 25.1 (77)                                     |                                               |                                               |
| Baixa recorde °C (°F)                         | 17.8 (64)                                     |                                               | 12.8 (55)                                     |                                               |                                               | 5.2 (41)                                      | 3.3 (38)                                      |                                               |                                               |                                               | 14.7 (58)                                     |                                               |                                               |
| Precipitação mm (polegadas)                   | 175.1 (6.89)                                  |                                               | 102.4 (4.03)                                  |                                               |                                               | 18.5 (0.73)                                   | 5.9 (0.23)                                    |                                               |                                               |                                               | 7.8 (0.31)                                    |                                               |                                               |
| Fonte: {{{acesso_data}}}                      |                                               |                                               |                                               |                                               |                                               |                                               |                                               |                                               |                                               |                                               |                                               |                                               |                                               |